# 宮崎県道36号都井岬線
宮崎県道36号都井岬線（みやざきけんどう36ごう といみさきせん）は、宮崎県串間市を通る県道（主要地方道）である。

## 概要
串間市大字大納の都井岬から串間市大字都井に至る。
大納地区小牧には駒止の門（料金所）があり、御崎馬の保護協力金（車400円・バイク100円）を徴収している。

### 路線データ
- 起点：串間市大字大納[1]（都井岬灯台付近）
- 終点：串間市大字都井[1]（御崎交差点、国道448号交点）

## 歴史
1993年（平成5年）3月までは県道日南都井線（路線番号は同じく36）の一部として存在したが、現路線を除く区間が同年4月1日に国道448号に昇格し区間から外れたため、「都井岬線」として改めて指定したものである。

### 年表
- 1993年（平成5年）
  - 4月1日 - 宮崎県告示第408号により路線認定される[2]。
  - 5月11日 - 建設省から、県道都井岬線が都井岬線として主要地方道に指定される[1]。

## 地理

### 通過する自治体
- 串間市

### 交差する道路
| 交差する道路 | 交差する場所 | 交差する場所      |
| ------------ | ------------ | ----------------- |
| 国道448号    | 大字都井     | 御崎交差点 / 終点 |

### 沿線
- 都井岬